# القاسم بن محمد بن علي
الاِمام المنصور بالله القاسم بن محمد بن علي بن محمد بن علي بن الرشيد الحسني الهادوي اليمني، (13 نوفمبر 1559 – 16 فبراير 1620)،، أحد أئمة اليمن، وهو مجدد الألف، وكان إماماً تكاملت فيه أوصاف الزعامة الروحية والدينية لدى الزيدية، ولد في صاية شريف شمال مدينة الشاهل من بلاد الشرف في شهر صفر وقيل رمضان ونشأ معروفاً بالطهارة وقوة القلب، وقرأ العلم من صغره، وقد بويع له في محرم سنة 1006 هـ/1598م، وأخرج العثمانيين من اليمن، وتبعه أولاده في هذه السياسة.

## نسبه
هو الاِمام المنصور بالله القاسم بن محمد بن علي بن محمد بن علي بن الرشيد بن بن أحمد بن الأمير الحسين بن علي بن يحيى بن محمد بن يوسف الأصغر الملقب بالأشل بن القاسم بن الإمام الداعي يوسف الأكبر بن الإمام المنصور يحيى بن الإمام الناصر أحمد بن الإمام الهادي يحيى بن الحسين بن القاسم الرسي بن إبراهيم طباطبا بن إسماعيل الديباج بن إبراهيم الغمر بن الحسن المثنى بن الحسن بن علي بن أبي طالب.

## سيرته
اتصل بـالحسن بن علي بن داود (986-993)، وظل ملازماً له حتى نفي الأخير إلى الأناضول، فانتقل إلى جهات الشرف فسكن فيها متنقلاً لطلب المعارف والعلوم إلى أن ظهر صيته وخاف العثمانيين جانبه وأرادوا القبض عليه، فاختفى عن أنظارهم مع جدهم في التجسس عليه وتتبع أثره لمدة بضع سنين عاكفاً على درس كتب العلم، وألف خلال ذلك كتاب الأساس والتحذير والجواب المختار، وتنقل متخفياً يطوف أقاليم مناطق اليمن الشمالية وقبائلها، يبحث له عن النصير والمعاون فيما يعتزمه من محاربة العثمانيين حتى كان ظهوره ودعوته إلى الإمامة في جبل قارة من بلاد حجور في شهر صفر سنة 1006 هـ فوجدت دعوته استجابة كثير من اليمنيين لتذمرهم من الولاة العثمانيين وسوء إدارتهم للبلاد. ومنذ ذلك التاريخ بدأت الحروب بينه وبين الوالي حسن باشا (متولي الأتراك).
ثم مع خلفه سنان باشا ثم جعفر باشا، وعقد مع الأخير صلحاً سنة 1016 هـ لمدة عشر سنين اعترف فيه له بالسيطرة على بعض أقاليم الشمال كشهارة والأهنوم وعذر ووادعة والحيمة، وفك أسر ولده محمد ومن معه من العلماء في كوكبان، فهدأت الأحوال في مدينة شهارة واستقر حكمه وتفرغ للتدريس والإرشاد وتقرير أمر الولايات إلى انتقاض الصلح بعزل جعفر باشا سنة 1022 هـ، فاكتسحت سيطرته أكثر مناطق الشمال وانضاف إلى ما تقدم حجة وعفار والظاهر وعيال يزيد ولم يبق مع العثمانيين إلا بعض المراكز في خمر وكوكبان، فأرادت السلطنة العثمانية تعزيز موقف جنودها باليمن، فعينت محمد باشا وكان يقال عنه أنه أدرى الناس بأحوال أهل اليمن لأنه كان كاتب الديوان المصري، فوصل سنة 1025 هـ، وفتح حروباً مع الإمام استمرت مدة ثلاث سنوات متواصلة أظهرت عجزه وفشله عن تحقيق أي انتصار فسعى لإبرام الصلح الأخير في جمادى الأولى سنة 1028 هـ وذلك على أن يكون للإمام ما تحت يده من البلاد، وكان محمد باشا يقول بعد عقد الصلح: «أعترف الآن أني دخلت اليمن وخرجت منه ولا عرفت ولا حققت قدر أنملة».

## وفاته
توفي في مدينة شهارة 12 ربيع الأول سنة 1029هـ. الموافق 16 فبراير 1620. ودفن شرقي جامعه الذي بناه بمدينة شهارة.

## أقوال فيه
- قال عنه محمد بن علي العمراني في كتابه إتحاف النبيه بتاريخ القاسم بن محمد وبنيه ما موجزه: «هو الذي أصل هذه الدولة وأسس بناها، ابتدأ دعوته سنة ست وألف، وتنقلت به الأماكن والأحوال فلم يأوه إلا ظل الرماح وكان في ابتداء أمره فقيراً ليس بذي مال ينظر بسببه إليه، فأعانه بعض الشيعة فملك بعض البلاد وجاهد من بها من عساكر السلطان، وكان متشدداً على أهل الظلم والعتاة، باذلاً نفسه ونفيسه، يؤثر بالشفقة ضعفاء رعيته وجنده على بنيه، وهي تجارة من يطيع الله ويخشاه، بذل له المال والشارة والطبلخانة على أن يكون أحد الأمراء في بلاد السلطان، فأبى القبول، وأضرم عليهم ناره، وتفصيل أحواله تأتي في مجلد كبير، وقد جمعت سيرته ونشرت، وله العديد من المؤلفات في كآفة المجالات والفنون لا يمكن حصرها».[9]

## مؤلفاته
| - الإجازات في تصحيح الأسانيد والروايات لعلوم آل محمد . - الإرشاد إلى سبيل الرشاد في طريق أعمال العباد عند فقد الإجتهاد. - الأساس لعقائد الأكياس. - الاعتصام بحبل الله المتين القاضي بإجماع المتقين. - التحذير للعباد من معاونة أهل البغي والفساد. - تحف ذوي الألباب في علم الإعراب -مخطوط-. | - تفسير القرآن -مخطوط-. - الجواب المختار على مسائل القاضي عبد الجبار. - جواب السؤالات الصنعانية عن الاختلافات العقائدية. - حتف أنف الآفك في الرد على أهل العقائد الزائفة. - الدرر في معرفة الله تعالى. - مرقاة الوصول إلى علم الأصول. | - طرفة الراغب في الإعراب عن مقدمة ابن الحاجب. - المتجر الرابح في جوابه على مسائل الحاج صالح. - المقنع في علم أصول الدين المطلع على مذهب العلماء المتكلمين. - الوصية السنية الدرية الزكية، وصيته لولده المؤيد بالله محمد بن القاسم. |